# 三坪站
三坪站是位于新疆维吾尔自治区乌鲁木齐市头屯河区三坪农场的一个铁路车站，邮政编码830032。车站建于1985年，有兰新铁路乌阿段经过该站，不办理客运业务，车站及其上下行区间均为电气化区段。车站距离乌鲁木齐站30公里，隶属中国铁路乌鲁木齐局集团乌西站，是五等站。现为中铁联集乌鲁木齐中心，负责中欧班列和乌鲁木齐天山国际机场空铁联运的货物。